# Hydrodendron sibogae
Hydrodendron sibogae is een hydroïdpoliep uit de familie Haleciidae. De poliep komt uit het geslacht Hydrodendron. Hydrodendron sibogae werd in 1929 voor het eerst wetenschappelijk beschreven door Billard. 